# Cách trở thành bạo chúa
Cách trở thành bạo chúa (tựa tiếng Anh: How to Become a Tyrant) là một loạt phim tài liệu của Netflix, được dẫn chuyện bởi Peter Dinklage.

## Nội dung
Người dẫn chuyện tin rằng mọi cá nhân đều ham muốn quyền lực tuyệt đối để cải biến xã hội theo ý thích của riêng mình và bắt đầu tiến hành phân tích cách thức để giành được thứ quyền lực tuyệt đối đó. Loạt phim lần lượt mổ xẻ tiểu sử của sáu nhà độc tài nổi tiếng: Adolf Hitler, Saddam Hussein, Idi Amin, Joseph Stalin, Muammar Gaddafi và Kim Nhật Thành.

## Diễn viên
- Peter Dinklage trong vai Người dẫn chuyện
- Waller Newell trong vai bình luận viên[2]

## Tập phim
| TT. | Tiêu đề                       | Nhà độc tài            | Thời lượng | Ngày phát sóng gốc |
| --- | ----------------------------- | ---------------------- | ---------- | ------------------ |
| 1   | "Theo đuổi quyền lực"         | Adolf Hitler           | 30 phút    | 9 tháng 7 năm 2021 |
| 2   | "Đè bẹp đối thủ"              | Saddam Hussein         | 27 phút    | 9 tháng 7 năm 2021 |
| 3   | "Thống trị bằng nỗi khiếp sợ" | Idi Amin               | 27 phút    | 9 tháng 7 năm 2021 |
| 4   | "Kiểm soát sự thật"           | Joseph Stalin          | 26 phút    | 9 tháng 7 năm 2021 |
| 5   | "Tạo một xã hội mới"          | Muammar Gaddafi        | 25 phút    | 9 tháng 7 năm 2021 |
| 6   | "Thống trị mãi mãi"           | Gia tộc Kim Nhật Thành | 29 phút    | 9 tháng 7 năm 2021 |

## Sản xuất
Cách trở thành bạo chúa do David Ginsberg, Jake Laufer, Jonas Bell Pasht, Peter Dinklage và Jonah Bekhor đồng điều hành sản xuất. Nó được phát hành trên Netflix vào ngày 9 tháng 7 năm 2021. Ủy ban phân loại điện ảnh Vương quốc Anh đã cấp chứng chỉ '15' cho loạt phim.